# Massif de l'Agly
Pour les articles homonymes, voir Agly (homonymie).
Le massif de l'Agly est un massif de montagnes, constitué par un dôme gneissique situé dans le nord-est des Pyrénées, département des Pyrénées-Orientales, en France.
Il est essentiellement constitué de roches métamorphiques et magmatiques datant du Paléozoïque et est caractérisé par un important métamorphisme, de gradient haute température – basse pression, lié à une extension qui aurait amenée à un amincissement de la croûte continentale.

## Toponymie
Le massif se situe de part et d'autre du fleuve Agly dont il tire son nom et qui l'a érodé.